# Cestrum ovatolanceolatum
Cestrum ovatolanceolatum är en potatisväxtart som beskrevs av Francey. Cestrum ovatolanceolatum ingår i släktet Cestrum och familjen potatisväxter. Inga underarter finns listade i Catalogue of Life.